# Стара река (Костурско)
Стара река или Сува река (на гръцки: Σταρα ρέκα или Ξηροπόταμος, Ксиропотамос, в превод Суха река или Παλαιοπόταμος, Палиопотамос, в превод Стара река) е река, протичаща в Костурско, Западна Македония, Гърция. Реката е един от деветте притока на Костурското езеро и се влива в него от изток над село Маврово (Маврохори). В миналото реката заблатявала района.

## Описание
Нейният водосборен басейн е с площ 113,4 km2 и максимална височина 1600 m. Дължината на реката е 17,7 km. Средният дебит и дебитът, измерен по време на валежи, са съответно 854 и 1437 l/s. От деветте реки, които се вливат в Костурското езеро, Стара река е най-голямата и заема по-голямата част от източната част на водосборния басейн. Речният приток на Стара река е от голямо значение за Костурското езеро, тъй като е основният източник на езерото с вода около 350 литра/секунда на средна годишна база, но също така и с изобилие от пренасяни материали, които се вливат в езерото.
Реката извира северно под връх Цуцулец (1470 m) и тече на юг. Приема извиращия под връх Слива (1434 m) ляв приток Бела вода или Дапчовата река (Аспронери). След това приема също левия приток Света Неделя (Агия Кириаки). Завива на запад и приема големия десен приток Олицката река или Язо, която се образува над Олища от няколко потока, извиращи под върховете Голина (1861 m), Сърбинов камен (1375 m) и Чука (1567 m), и течащи на юг и потокът Пострап (Мелисорема), течащ на изток. След това реката отново тече на юг приема и левия приток Рот (Рема Василиадас), която се формира под Загоричани от Сухата река, наричана и Селска река, минаваща през Загоричани и река Дива череша (Рема Агриокерасияс). След това при Бъмбоки (Ставропотамос) реката приема левия приток Котури (Даули), който пък има притоци Бобищката река и Дуца. След Бъмбоки реката постепенно прави 90-градусов завой на запад покрай връх Кайнак (1136 m), приема Горенската река от юг и се влива в Костурското езеро между Личища (Поликарпи) от север и Маврово (Маврохори) от юг.
→ ляв приток, ← десен приток
- → Бела вода (Дапчова река)
- → Света Неделя
- ← Олицка река
  - ← Пострап

- → Рот
  - → Суха река
  - ← Дива череша

- → Котури
  - → Дуца
  - ← Бобищка река

- → Горенска река